# Berlingske Tidende (dokumentarfilm fra 1949)
 For alternative betydninger, se Berlingske (flertydig). (Se også artikler, som begynder med Berlingske)
Berlingske Tidende er en dansk dokumentarfilm fra 1949 instrueret af Torben Anton Svendsen og efter manuskript af Susanne Palsbo. Filmen handler om dagbladet Berlingske Tidende og er lavet i anledning af avisens 200-års jubilæum.

## Medvirkende
- Svend Methling
- Sigrid Neiiendam
- Holger Gabrielsen
- Christian Houmark
- Osvald Helmuth
- Ellen Gottschalch
- Elith Foss
- Herluf Jensenius
- Robert Storm Petersen
- Ib Schønberg
- Henrik Rechendorff
- Erik Petersen
- John Price
- Palle Huld
- Pia Ahnfelt-Rønne
- Carl Heger
- Aase Jacobsen
- Buster Larsen
- Miskow Makwarth
- Louis Miehe-Renard
- Henry Nielsen
- Valdemar Skjerning
- Ove Sprogøe
- Aage Staubo
- Birthe Melchiors